# Das Hochzeitsvideo
Das Hochzeitsvideo ist eine deutsche Filmkomödie von Sönke Wortmann, die am 10. Mai 2012 in den deutschen Kinos erschien. Der Verleih wird von Constantin Film übernommen. Seine Premiere feierte Das Hochzeitsvideo am 2. Mai 2012 im Kölner Cinedom.

## Handlung
Der Film beginnt vor der Hochzeit von den aus unterschiedlichen Verhältnissen stammenden Pia und Sebastian. Pias Eltern sind linksgerichtete Alt-68er und Sebastian stammt aus einer konservativen Familie mit Adelstitel. Beide kennen einander erst seit wenigen Monaten.
Während anfangs alles perfekt erscheint, entwickelt sich die Zeit bis zur Hochzeit zum Albtraum: Daniel, der Freund des Bräutigams, und Despair, Pias Schwester, filmen die gesamten Feierlichkeiten. Auf dem Junggesellenabschied der beiden landet Pia mit ihren Freundinnen auf der Polizeiwache, nachdem Pias Freundin beim Wildpinkeln erwischt wurde. Währenddessen bekommt Sebastian Besuch von Pias Exfreund, einem Pornodarsteller.
Als am nächsten Morgen Pia von einer nackten Stripperin in Sebastians Wohnung begrüßt wird, kann Sebastian die Wogen nur noch durch einen Schwur glätten, dass am Vorabend nichts passiert sei. Beim anschließenden Oralsex werden Pia und Sebastian von Pias Bruder gestört, was Sebastian dazu nötigt, Pia derart zu schubsen, dass sie sich die Halswirbelsäule verletzt. Aufgrund des Unfalls kommen beide zu spät zum Standesamt, welches pünktlich vom zuständigen Beamten vor dem Eintreffen des Paares geschlossen wird.
Auf dem Polterabend ist Pia durch ihren Unfall und die Halskrause entsprechend gereizt. Dass Sebastians Eltern nicht mit Pia, ihrer Herkunft und ihrer Absicht, ihren Mädchennamen zu behalten, klarkommen, tut sein Übriges. Als Sebastian schließlich von Pias bisher geheimer Beziehung zu Carlos die Keule erfährt, kommt es zum Zerwürfnis. Die Hochzeit steht kurz vor der Absage.
Unterdessen versuchen Daniel und Pias Schwester Despair den Standesbeamten doch noch zu seiner Unterschrift unter die Heiratsurkunde zu bewegen. Als sie ihn beim Masturbieren zu einem Video mit tollenden Hunden filmen, können sie ihm im Austausch für die Aufzeichnung eine Blankourkunde abringen.
Bei der kirchlichen Trauung steht Sebastian zuerst allein vorm Altar, bis Pia in Straßenkleidern auftaucht und ihn dennoch heiraten will. Da die traditionellen Eheringe von Sebastians Familie bereits zuvor verloren gingen, heiraten die beiden mit Verschlüssen von Cola-Dosen. Um Sebastians Eltern endgültig den Rest zu geben, verspricht er Pia, seinen Namen abzugeben und ihren Namen Schulz anzunehmen.

## Hintergrund
Das Hochzeitsvideo wird von Constantin Film verliehen. An der Produktion waren zudem die Little Shark Entertainment GmbH und Panda Plus beteiligt. Förderer des Filmprojekts waren Film- und Medienstiftung NRW, Deutscher Filmförderfonds, Filmförderungsanstalt, FilmFernsehFonds Bayern und die Medienboard Berlin-Brandenburg GmbH.
Der Arbeitstitel für die Förderungseinrichtung und während der Dreharbeiten war Keep the Fire Burning, der Name des Regisseurs wurde während der Produktionsphase als Peter Hansen angegeben.

## Rezeption
„Um Lügen und Geheimnisse geht’s in dieser sympathischen No-Name-Ensemblekomödie, die als Sketchrevue in Gestalt einer nervösen Reality-TV-Show mit lustvoll aufspielendem Personal gefällt. Gestochen scharf, hell und freundlich sind die Bilder, das Tempo ist hoch, der Schnitt flott und die Musik schießt in die Füße. Bei dieser Hochzeit wäre man gerne dabei gewesen - als Gast, keinesfalls aber als Braut oder Bräutigam.“

„Mit dem Found-Footage-Film ist […] ein ganz neues Genre entstanden, in dem der Look und die Unmittelbarkeit von Amateuraufnahmen für einen Eindruck größerer Authentizität und Intimität imitiert werden. Bei der Partykomödie ‚Project X‘ […] gelang dies zuletzt auf ebenso elegante wie einleuchtende Weise. Genau auf diesen Effekt setzt auch Regisseur Sönke Wortmann mit ‚Das Hochzeitsvideo‘, bei dem Methode und Thema schon im Titel zusammengefasst werden. Dass die formale Prämisse der Komödie, die sich vorgeblich ausschließlich aus Aufnahmen aus dem Freundeskreis des Brautpaars zusammensetzt, nur wenig konsequent umgesetzt wird, fällt letztlich weniger stark ins Gewicht als die inhaltlichen Schwächen. ‚Das Hochzeitsvideo‘ ist ein nur selten wirklich witziger Film, in dem Popstar Sasha für einen der wenigen echten Höhepunkte sorgt.“

## Auszeichnungen
Marian Kindermann wurde 2013 für den New Faces Award als bester Nachwuchsschauspieler nominiert.